# Aleksandar Matanović
Aleksandar Matanović (serbisch-kyrillisch Александар Матановић; * 23. Mai 1930 in Belgrad; † 9. August 2023 ebenda) war ein jugoslawischer Großmeister im Schach. Er war Herausgeber des Schachinformators. Nach dem Tod von Juri Awerbach 2022 war er der älteste lebende Schachgroßmeister.

## Schachspieler
Aleksandar Matanović gewann mit 18 Jahren die jugoslawische Jugendmeisterschaft. Im Jahre 1962 (geteilt mit Dragoljub Minić), 1969 und 1978 siegte er bei der Meisterschaft von Jugoslawien. Weitere Erfolge waren seine Siege in den Turnieren Opatija 1953 und Hamburg 1955. Er beteiligte sich an den Schacholympiaden 1954 in Amsterdam, 1956 in Moskau, 1958 in München, 1960 in Leipzig, 1962 in Warna, 1964 in Tel Aviv, 1966 in Havanna, 1968 in Lugano, 1970 in Siegen, 1972 in Skopje, 1974 in Nizza und 1978 in Buenos Aires. 1956, 1958, 1962, 1964 und 1968 erreichte er mit der Mannschaft den zweiten Platz, 1970 gewann er die Einzelwertung am vierten Brett. Fünfmal nahm er an Mannschaftseuropameisterschaften teil, er erreichte 1957, 1961, 1965 und 1973 den zweiten und 1977 den dritten Platz.
Außerdem spielte Aleksandar Matanović viermal im Interzonenturnier zur Weltmeisterschaft: 1952, 1958, 1967 und 1976.
Im Jahre 1951 verlieh ihm die FIDE den Titel Internationaler Meister, 1955 wurde er Großmeister.
Er wurde bei der FIDE als inaktiv gelistet, da er seit 1986 keine Elo-gewertete Partie mehr gespielt hat. Vor Einführung der Elo-Zahlen lag seine höchste historische Elo-Zahl bei 2698 im Oktober 1956.
Er starb am 9. August 2023 im Alter von 93 Jahren in Belgrad.

## Herausgeber
Im  Jahre 1966 gab Matanović erstmals die Zeitschrift Schachinformator heraus, eine weltweit anerkannte Sammlung von jeweils 600 bis 700 aktuellen wichtigen Schachpartien. Ab 1974 gab er mit der Enzyklopädie der Schacheröffnungen ein Standardwerk im Bereich des Schachspiels heraus.